# Alchemilla jucunda
Alchemilla jucunda é uma espécie de rosácea do gênero Alchemilla, pertencente à família Rosaceae.